# Mindenmines
Mindenmines est une ville du comté de Barton, dans le Missouri, aux États-Unis,. Située à l'est du comté, à proximité de Frontenac dans le Kansas, elle est incorporée en 1903.

## Démographie
Lors du recensement de 2010, la ville comptait une population de 365 habitants. Elle est estimée, en 2016, à 349 habitants.

## Source de la traduction
- (en) Cet article est partiellement ou en totalité issu de l’article de Wikipédia en anglais intitulé « Mindenmines, Missouri » (voir la liste des auteurs).